# Esperanza Nuere
Esperanza Nuere (Bilbao, 1935) es una pintora española

## Biografía
De 1949 a 1954 estudió en la Real Academia de Bellas Artes de San Fernando de Madrid. En 1958 pasó un año en la Academia de Bellas Artes de Brera becada por el Ministerio de Asuntos Exteriores italiano.

## Exposiciones
Exposiciones destacadas a lo largo de su carrera: 
- En 1971 presentó sus obras en la Galería Egam de Madrid
- Expuso en Santillana del Mar y Pamplona (1971), con éxito de crítica, situándole dentro de la línea avanzada del arte moderno.
- En 1975 en Santillana, Madrid,[3] Bilbao, Burgos y otras ciudades.
- En 1976 en la Galería Nordenhake de Malmö.
- En 1979 en la Galería Uluv en Checoslovaquia.

## Publicaciones
- La maestría del pastel.[4]